# Município Chicomba
Município Chicomba är en kommun i Angola.   Den ligger i provinsen Huíla, i den sydvästra delen av landet, 600 km söder om huvudstaden Luanda. Antalet invånare är 110 291.
Omgivningarna runt Município Chicomba är huvudsakligen savann. Runt Município Chicomba är det glesbefolkat, med 16 invånare per kvadratkilometer.